# Елементарний цифровий канал
Елемента́рний цифрови́й кана́л телефонної мережі — 64 000 біт/с (64 кбод). Утворюється з таких міркувань. Мінімальний діапазон частот, в який поміщається голос людини, становить 3400 Гц. Для дискретизації за теоремою Котельникова необхідно подвоїти цю частоту, одержуємо 6 800 Гц. Далі 1 200 Гц виділяється під службове використання. 11 кроків квантування необхідно зробити, щоб не втратити якість мови, але завдяки особливостям людського слуху це число скоротили до 8 за допомогою операції компаундування. У результаті виходить 8 000×8=64 000 біт/с. Канал використовується як базовий в плезіохронній цифровій ієрархії.